# Маленький мир дона Камилло
«Маленький мир дона Камилло» (итал. Don Camillo, фр. Le Petit Monde de don Camillo) — кинофильм режиссёра Жюльена Дювивье, вышедший на экраны в 1952 году. Экранизация романа Джованнино Гуарески. Лента принесла Фернанделю мировую славу и впоследствии получила несколько продолжений.

## Сюжет
Действие происходит в маленьком итальянском посёлке вскоре после окончания Второй мировой войны. Жители избирают мэром коммуниста Пеппоне, что вызывает возмущение его «заклятого друга» дона Камилло — местного священника, с которым они вместе воевали в партизанском отряде. Между ними многие годы идёт борьба: Пеппоне величает кюре «реакционером», а тот своего оппонента не иначе, чем «отродьем Сатаны». На этот раз новый мэр выдвигает идею строительства Дворца народа, тогда как дон Камилло выступает с альтернативным проектом Города-сада для детей. Но несмотря на все разногласия, каждый из них по-своему желает процветания родному посёлку...

## В ролях
- Фернандель — дон Камилло
- Джино Черви — Джузеппе Боттацци по прозвищу Пеппоне
- Вера Талки — Джина Филотти
- Франко Интерленги — Мариолино делла Бручата
- Сильви — синьора Кристина
- Шарль Висьер — епископ
- Саро Урдзи — Бруско
- Леда Глория — сеньора Боттацци

## Награды и номинации
- 1952 — премия «Серебряная лента» лучшему зарубежному актёру в итальянском фильме (Фернандель).
- 1953 — участие в конкурсной программе кинофестиваля в Сан-Себастьяне.
- 1953 — премия Deutscher Filmpreis за лучший фильм, пропагандирующий демократические ценности.
- 1953 — попадание в список лучших иностранных фильмов по версии Национального совета кинокритиков США.
- 1953 — номинация на премию Нью-Йоркского общества кинокритиков за лучший фильм на иностранном языке.
- 1954 — номинация на премию BAFTA за лучший фильм.